# Brevolidia cameroonensis
Brevolidia cameroonensis är en insektsart som beskrevs av Nielson 1991. Brevolidia cameroonensis ingår i släktet Brevolidia och familjen dvärgstritar. Inga underarter finns listade i Catalogue of Life.